# Elisabeth Pedross
Elisabeth Pedross (* in Südtirol, Italien) ist eine italienische Bühnenbildnerin. Sie arbeitet hauptsächlich in Deutschland.

## Leben
Pedross studierte Bühnenbild in Rom und zog 1990 nach Freiburg im Breisgau. Seither arbeitet sie freischaffend.
Sie war bisher beim Staatstheater Stuttgart, dem Theater Berlin, dem Schauspielhaus Graz, dem Staatstheater Mainz, dem Theater Aachen, dem Theater Luzern, dem Deutschen Theater Berlin, dem Theater St. Gallen, dem Maxim Gorki Theater Berlin und dem Theater Augsburg als Bühnenbildnerin beim Schauspiel tätig. Dabei arbeitete sie mit Regisseuren wie Stephan Kimmig, Ewa Teilmans, Marcus Mislin und Thilo Voggenreiter.
Auch für Opern entwarf sie Bühnenbilder, und zwar für die Oper Bonn, das Theater Klagenfurt, das Theater Freiburg, das Opernhaus Graz, die Oper Göteborg/Schweden, die Opera national de Lorraine in Nancy und die Staatsoper Hannover. hierbei arbeitete sie mit Regisseuren wie Christof Loy, Gerd Heinz, Philipp Himmelmann und Waltraud Lehner.

## Bühnenbilder (Auswahl)
Theater
- 2014: Die Katze auf dem heißen Blechdach, Theater Augsburg[1]
- 2014: Sindbad der Seefahrer, Theater Augsburg
- 2012: Aladin und die Wunderlampe, Staatstheater Mainz[2]
- Aufstieg und Fall der Stadt Mahagonny, Opéra National de Lorraine, Nancy
- Hanna und der ganze kranke Rest, St. Gallen, mit Thilo Voggenreiter
- Kabale und Liebe, St. Gallen, mit Thilo Voggenreiter
- Silvester und Holger, mit Thilo Voggenreiter, St. Gallen
- Maxim Gorki Theater, Berlin:
  - Effi Briest
  - Die Wildente[3]
  - Wilhelm Tell[4]

Oper
- Fidelio, Operan Göteborg
- Die Entführung aus dem Serail, Theater Bremen
- 2008: Rigoletto, Theater Aachen[5]
- 2008/2009: Tannhäuser, Grazer Oper